# Adam Smelczyński
Adam Smelczyński (n. 14 septembrie 1930, Częstochowa, Polonia – d. 14 iunie 2021) a fost un trăgător de tir ce a reprezentat Polonia, medaliat olimpic. A participat la 6 ediții ale Jocurilor Olimpice (1956, 1960, 1964, 1968, 1972, 1976) în care a câștigat o medalie de argint.